# 玉井區

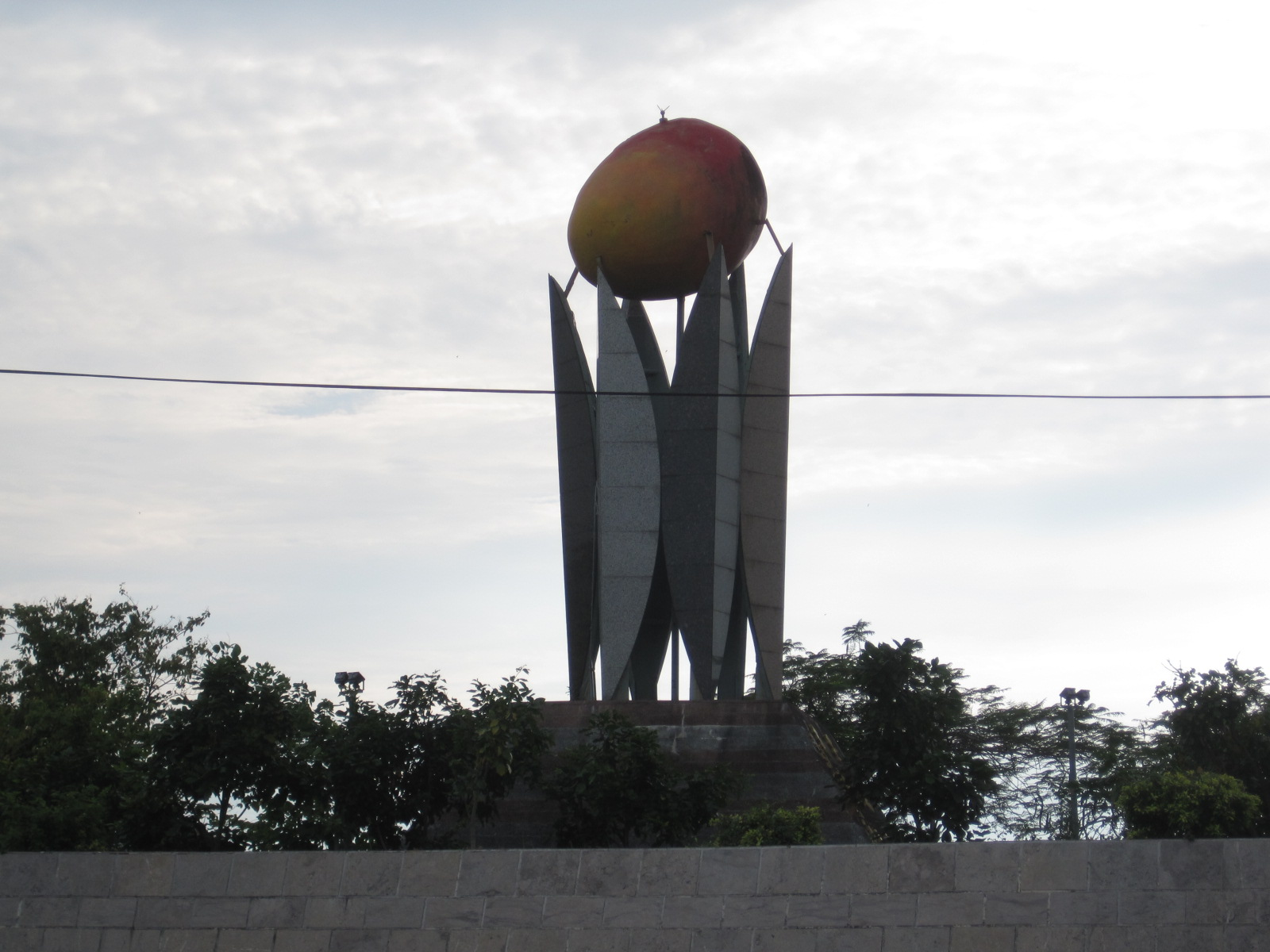
芒果地標

23°07′25″N 120°27′36″E / 23.1236935°N 120.4600677°E
玉井區，舊稱「大武壠」、「噍吧哖」，前身「玉井鄉」，位於臺灣臺南市東部山區的玉井盆地內，居台20線（南橫公路）、台3線（內山公路）與台84線（北門玉井線）三省道交會處，鄰近曾文溪，是臺南市東部山區的最大城鎮暨農特產集散區域中心，目前台南市政府已在此興建「農產加工及冷鏈物流中心」。
玉井在日治時期以製糖興盛。1960年代由政府推廣芒果改良種，鄭罕池率先大幅種植愛文芒果，今已成重要產地，有芒果的故鄉之美譽，因此在臺灣，提到「玉井」差不多就是「芒果」的同義詞，享有極高的聲譽。不過事實上鄰近各區包括大內、楠西、左鎮、南化均有種植芒果。

## 歷史
玉井位在玉井盆地（舊稱大武壠，大武壠又為族名，17世紀荷蘭文獻稱為Tevorangh、Tevoran、Tefurang）之內，舊稱噍吧哖（1650年代以後荷蘭文獻稱為 ），是大武壠族（又稱大滿族）所屬噍吧哖等社的居住地。明鄭時期，住在大目降（今新化區）一帶的西拉雅族因受漢人侵擾而遷居並佔據此地，迫使大滿族人往臺南白河與高雄內門、杉林、甲仙及六龜一帶遷居。清雍正年間，漢人在此建庄。
1915年，清芳等人在此發動抗日行動，史稱「西來庵事件」（又稱噍吧哖事件），是臺灣史上規模最大、犧牲人數最多的武裝抗日事件；2014年初，於新化區發現約3000具骨骸，疑為此事件之犧牲者。
1920年地名大變革，日人順勢將語音艱澀的「噍吧哖」（Tapani）改為日語音近之「玉井」（Tamai）。並設置「玉井庄」，歸臺南州新化郡管轄。戰後改設臺南縣玉井鄉至2010年12月24日，2010年12月25日因市縣合併而成玉井區至今。

## 人口
根據臺南市玉井戶政事務所統計，2024年底玉井區戶數約5.3千戶，人口約1.3萬人，區內人口最多與最少的里分別是玉田里與三埔里，2024年底兩里人口分別為4,000人與494人。

## 政治

### 歷任首長

#### 鄉長
| 屆次 | 姓名   | 備註 |
| ---- | ------ | ---- |
| 1    | 江甲寅 |      |
| 2    | 江甲寅 |      |
| 3    | 江甲寅 |      |
| 4    | 江文顯 |      |
| 5    | 江文顯 |      |
| 6    | 黃全   |      |
| 7    | 黃全   |      |
| 8    | 劉武雄 |      |
| 9    | 劉武雄 |      |
| 10   | 王石龍 |      |
| 11   | 王石龍 |      |
| 12   | 鐘明憲 |      |
| 13   | 江樹人 |      |
| 14   | 葉枝成 |      |
| 15   | 葉枝成 |      |

#### 區長
| 任次 | 姓名   | 備註 |
| ---- | ------ | ---- |
| 1    | 胡火龍 |      |
| 2    | 李佳隆 |      |
| 3    | 張文榮 |      |
| 4    | 陳新澈 |      |
| 5    | 顏振羽 |      |

### 區政組織

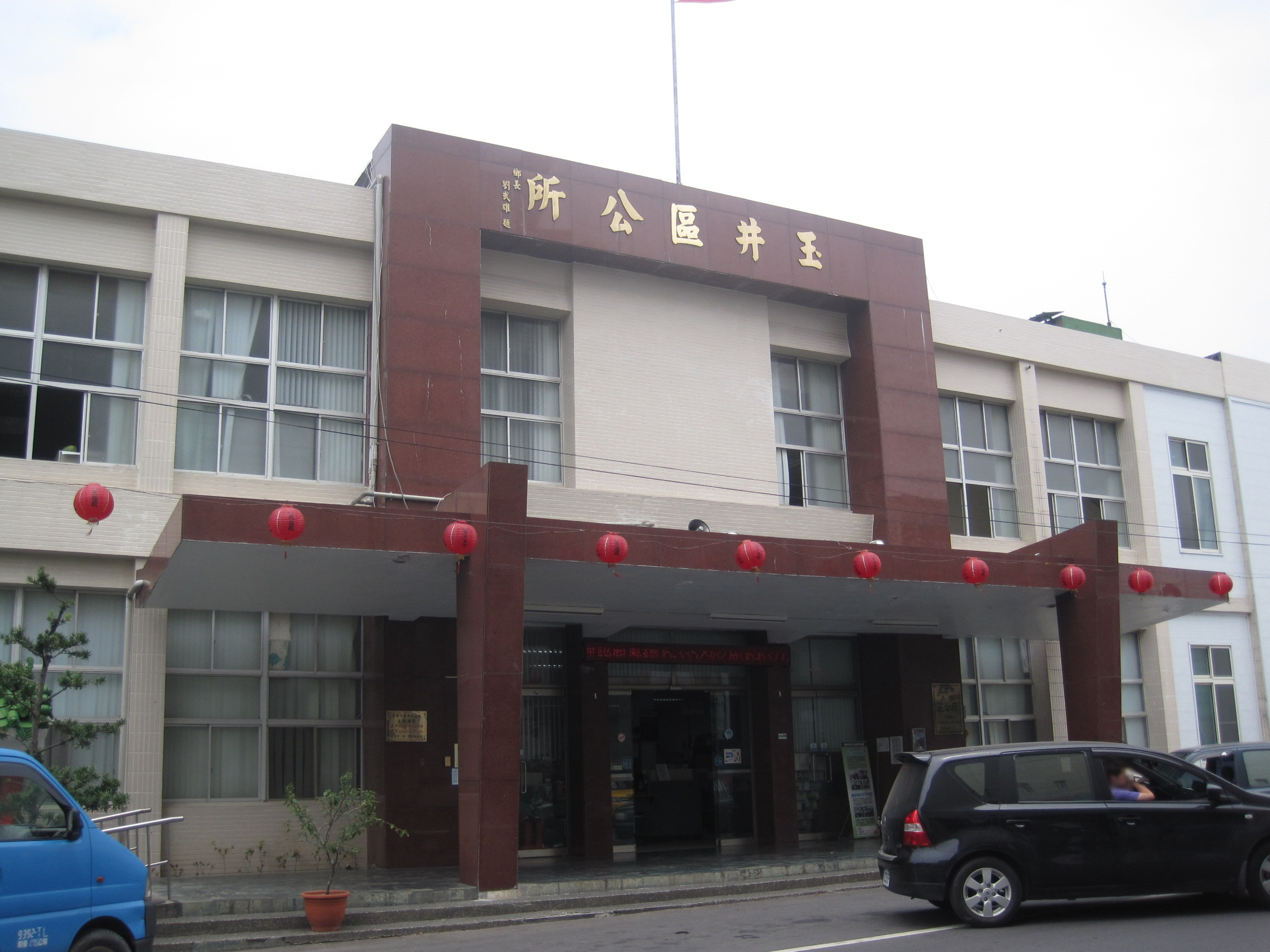
玉井區公所

玉井區公所是臺南市政府在玉井區的派出機關，在中華民國政府架構中為市政府綜理區政的執行機關，上級業務監督機關為臺南市政府。区长由市長任命，其任期為無任期保障。在區長及主任秘書之下，設有4課3室等7個內部單位。

### 行政區
現今玉井區行政範圍的確立，來自於1920年，日本將臺灣十二廳改為五州二廳，設玉井庄屬臺南州新化郡。玉井庄轄玉井、竹圍、鹿陶、口宵里、沙子田、三埔、芒子芒、九層林等8個大字。1945年，改為「玉井鄉」，屬臺南縣新化區。1950年，裁撤區署，玉井鄉改直隸於臺南縣。2010年12月25日，臺南縣市合併改制為直轄市，玉井鄉改制為市轄區「玉井區」，隸屬臺南市。玉井區的行政區劃轄有中正里、玉田里、沙田里、竹圍里、三埔里、望明里、三和里、玉井里、層林里、豐里里等10里，共計103鄰。

## 節日慶典
- 玉井北極殿玄天上帝香期：玉井北極殿為臺灣玄天上帝信仰中心之一。農曆三月前後，來自臺灣各地的進香團陣頭神轎前來進香為上帝公暖壽。北極殿亦會舉行不定期繞境。
- 玉井芒果節：每年七月
- 玉井過溝仔太子廟中壇元帥聖誕繞境：每逢丑、辰、未、戌年的農曆九月初七舉行平安繞境。

## 教育

### 高級職業學校
- 國立玉井高級工商職業學校

### 國民中學
- 臺南市立玉井國民中學

### 國民小學
- 臺南市玉井區玉井國民小學
- 臺南市玉井區層林國民小學【九層林】

### 特殊教育
- 天主教德蘭啟智中心

## 交通

### 公路
- 台3線（內山公路）
- 台20線（南橫公路）
- 北門玉井線
  - 玉井端（41）

三條公路都相當重要，台20線是當地居民往臺南市區的交通要道，同時也是西部向東部連結的要道；台84線是前往北台南時，可經由此路向外連結國道3號（福爾摩沙高速公路）與國道1號（中山高速公路），也是外地觀光客前來本區的交通要道；台3線向北是楠西區與嘉義縣大埔鄉、向南則是南化區、高雄市內門區與旗山區。另外台20線與台3線亦在本區共線，向南近南化區後再向東可直抵甲仙區。

### 客運

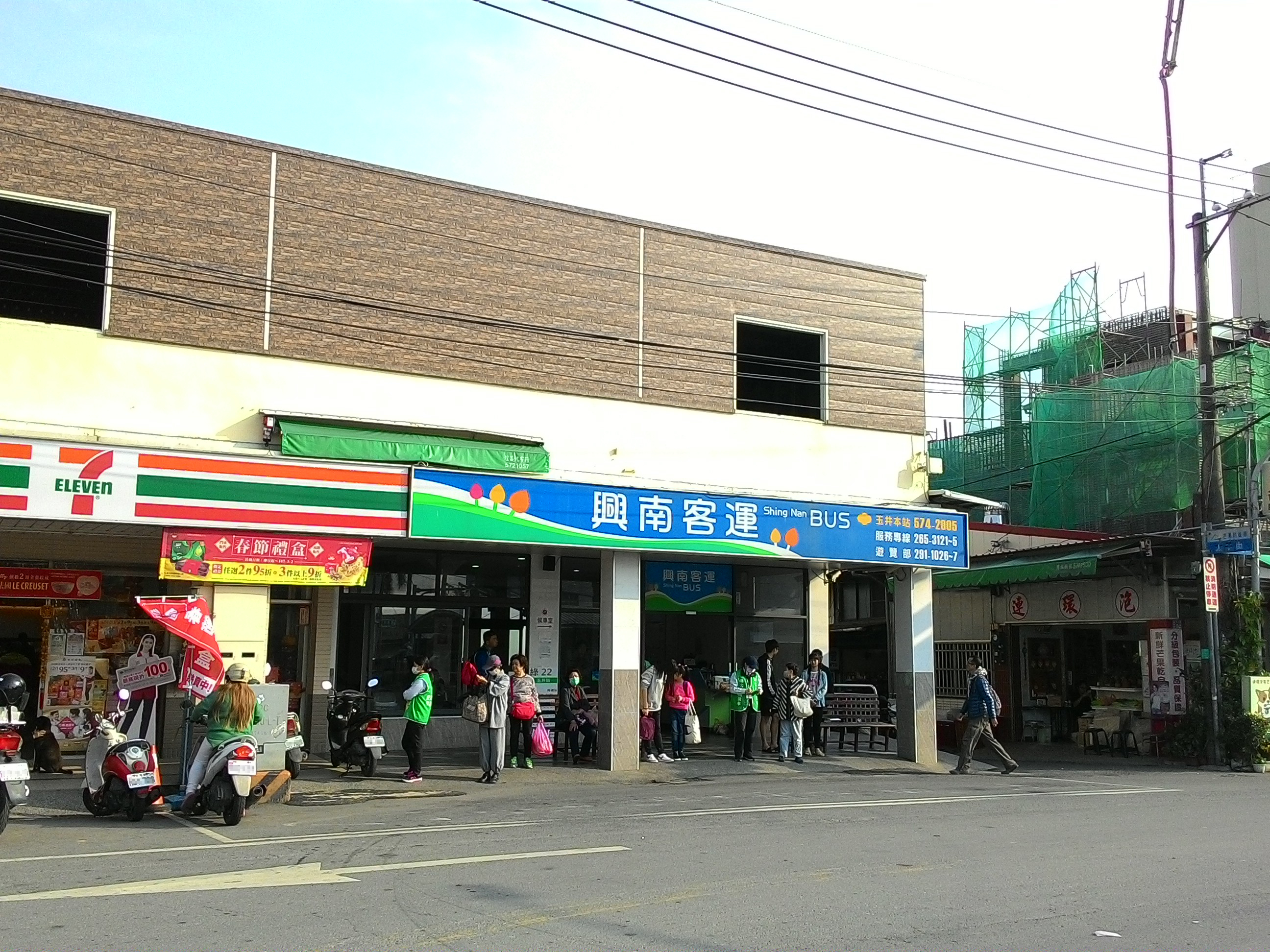
興南客運玉井站

- 大台南公車
- 興南客運玉井站

| 編號              | 路線                                     | 營運單位            | 備註                                                                                                   |
| ----------------- | ---------------------------------------- | ------------------- | --- |
| 綠幹線            | 臺南轉運站－新化－玉井                   | 興南客運            | |
| 綠幹線 區間車(東) | 新化－玉井                               | 興南客運            | |
| 綠20              | 玉井－楠西－永興吊橋                     | 興南客運 台一大車隊 | - 8班次使用小黃公車營運（經鳳興）。                                                                    |
| 綠20-1            | 玉井－虎頭山                             | 台一大車隊          | - 全線使用小黃公車營運，採預約制發車。                                                                 |
| 綠21              | 玉井－龜丹油礦                           | 台一大車隊          | - 全線使用小黃公車營運。                                                                               |
| 綠22              | 玉井－楠西－梅嶺                         | 興南客運            | - 例假日停駛。                                                                                         |
| 梅嶺線            | 玉井－楠西－梅嶺                         | 興南客運            | - 例假日行駛，台灣好行梅嶺線。                                                                         |
| 綠23              | 玉井－楠西－雙溪新社區                   | 興南客運            | |
| 綠24              | 玉井－楠西－曾文管理局                   | 興南客運            | - 部分班次延駛至觀景樓。 - 7:20玉井站發車班次繞駛南區水資源局。 - 延駛觀景樓時橫跨嘉義縣、台南市兩地。 |
| 綠25              | 玉井－楠西－大埔                         | 興南客運            | - 此路線橫跨嘉義縣、台南市兩地。                                                                       |
| 綠26              | 玉井－北寮－甲仙                         | 興南客運            | - 06:35甲仙發車班次繞駛玉井區體育公園。 - 此路線橫跨台南市、高雄市兩地。                               |
| 綠27              | 玉井－南化－茄苳橋                       | 興南客運            | - 06:15玉井站發車班次繞駛羌黃坑。 - 部分班次繞駛玉井區體育公園。                                       |
| 綠27區間車        | 玉井－南化區公所                         | 興南客運            | - 17:15南化區公所發車班次繞駛羌黃坑。                                                                  |
| 綠29              | 玉井－南化－關山里－木瓜坑               | 台一大車隊          | - 全線使用小黃公車營運。                                                                               |
| 綠31              | 玉井－口豐里－內豐里－竹湖               | 皇冠交通            | - 全線使用小黃公車營運。                                                                               |
| 綠32              | 玉井－新庄－望明－石牌清水寺               | 皇冠交通            | - 全線使用小黃公車營運。                                                                               |
| 橘幹線            | 佳里－麻豆轉運站－善化轉運站－大內－玉井 | 興南客運            | |
| 橘20              | 大內－環湖－玉井                         | 興南客運            | |
| 橘21              | 玉井－其子瓦－二溪－大內區公所           | 台一大車隊          | - 全線使用小黃公車營運。                                                                               |

### 公共自行車
臺南市YouBike 2.0於2023年2月23日正式營運，截至2024年6月21日於玉井區內設置5處站點。

### 鐵路
- 臺糖玉善線

戰後延長左鎮線糖業鐵路穿越山區至玉井，1953年試辦「玉善線」（玉井－善化）營業線。唯公路發達後難以競爭，1975年全線廢止。今日仍可見若干遺跡。

## 旅遊

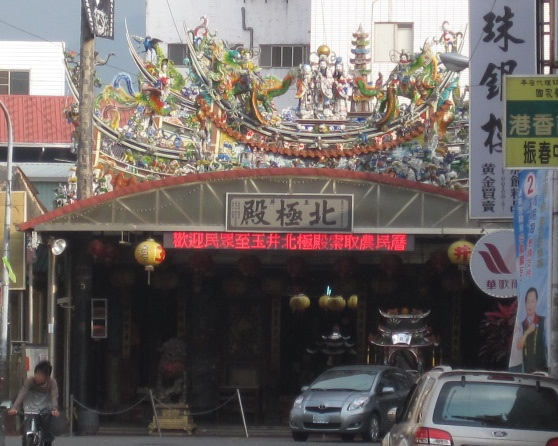
玉井北極殿

- 余清芳紀念碑
- 噍吧哖事件紀念園區
- 玉井北極殿
- 鹿陶開基北極殿
- 芒果產業文化資訊館
- 隱田山房-白色教堂
- 加利利漂流木方舟教堂

## 特產
- 愛文芒果
- 情人果（將未成熟的土芒果製成的蜜餞）
- 甘蔗、楊桃、鳳梨

## 外部連結
- 臺南市玉井區公所（繁體中文）（页面存档备份，存于）